# 鈴木朖
鈴木 朖（すずき あきら、宝暦14年3月3日（1764年4月3日） - 天保8年6月6日（1837年7月8日））は、江戸時代後期の儒学者、国学者。幼名は恒吉。通称は常介。字は叔清。号は離屋（はなれや）。朖は諱である。
『言語四種論』『雅語音声考』『活語断続譜』のいわゆる三部作を著し、国語学に優れた業績を残した。

## 諱の字体
諱の文字は「朖」か「朗」かの問題がある。本人は「朖」を本字として意識していたが、本人自ら「朗」と自署した書簡も少なからずあり、本人は「朖」と「朗」を両用していた。多くの例を見ると、漢文などには「朖」を使い、和歌などには「朗」を用いる傾向があるが、絶対的とはいえない。また、「朖」は正式な改まった場合（特に学者としての立場を示すような時）に使い、「朗」は啓蒙的な著述や親しい人々に対する場合などに用いる傾向もあるという。これは「朗」を用いる人々に対しては使わざるを得ないため、「朖」と「朗」を使い分けていたともされる。
字訓については、本人が仮名で書いた多くの資料すべてにわたって「あきら」と書いている。国学の師である本居宣長の資料の中には、少なからず「ほがら」とあるものもあるが、宣長は門人の名前などに興味本位で別の訓を施すことがあり、字訓の根拠にはならないという。

## 生涯
宝暦14年（1764年）3月3日、尾張国春日井郡下小田井村（旧西春日井郡西枇杷島町東六軒町、現愛知県清須市西枇杷島町東六軒）に医師山田重蔵の三男として生まれた。明和8年（1771年）丹羽嘉言に師事し、安永4年（1775年）大内熊耳の高弟市川鶴鳴に入門した。若年より名を広め、安永7年（1778年）には15歳にして『張城人物誌』文苑部に掲載される。
天明元年（1781年）4月、父重蔵の実父鈴木右衛門の家督を継いだ。
天明3年（1783年）、尾張藩藩校明倫堂開校に伴い、督学細井平洲に入校を勧められたが、断った。この頃『思問録』を著し、新井白石『采覧異言』を抄するなど、国学や蘭学へも興味を示した。天明5年（1785年）には本居宣長の諸著作や張位『発音録』を書写、言語学にも関心を見せる。寛政元年（1789年）江戸に出て、荻生徂徠の儒書や中国の韻書に触れた。
寛政4年（1792年）2月、石原正明に次いで本居宣長に入門。以降は日本古典の研究にも集中するようになる。宣長の名古屋訪問時には講義を受け、寛政6年（1794年）4月下旬には直接松坂に赴いた。
寛政7年（1795年）2月17日、山田宇源治跡目として御近習組同心となり、同心長屋（旧名古屋市中区南辰巳町10番）に寓居、以降度々1年間の江戸詰に赴いた。文化元年（1804年）藩の記録所に勤務した。文化2年（1805年）御台所町の鍼医勝田三雪邸（旧名古屋市西区江川町四丁目、現花の木一丁目7番1号）奥の別棟に寓居し、宣長の号「鈴屋」を真似て「離屋」と号した。
文政4年（1821年）尾張藩御儒者に抜擢された。文政8年（1825年）平田篤胤を藩に推挙した。
天保4年（1833年）、国学の流行により明倫堂でも国学が開講されると、その教授に起用された。その講義は、言葉の一つ一つを解いた後に文脈を説いて原文の意義と語勢を伝えるもので、その逐語は聴く人々を恍惚とさせたという。天保5年（1834年）江川端の新居（旧西区江川端町五丁目2番地、現城西三丁目21番17号）に移った。

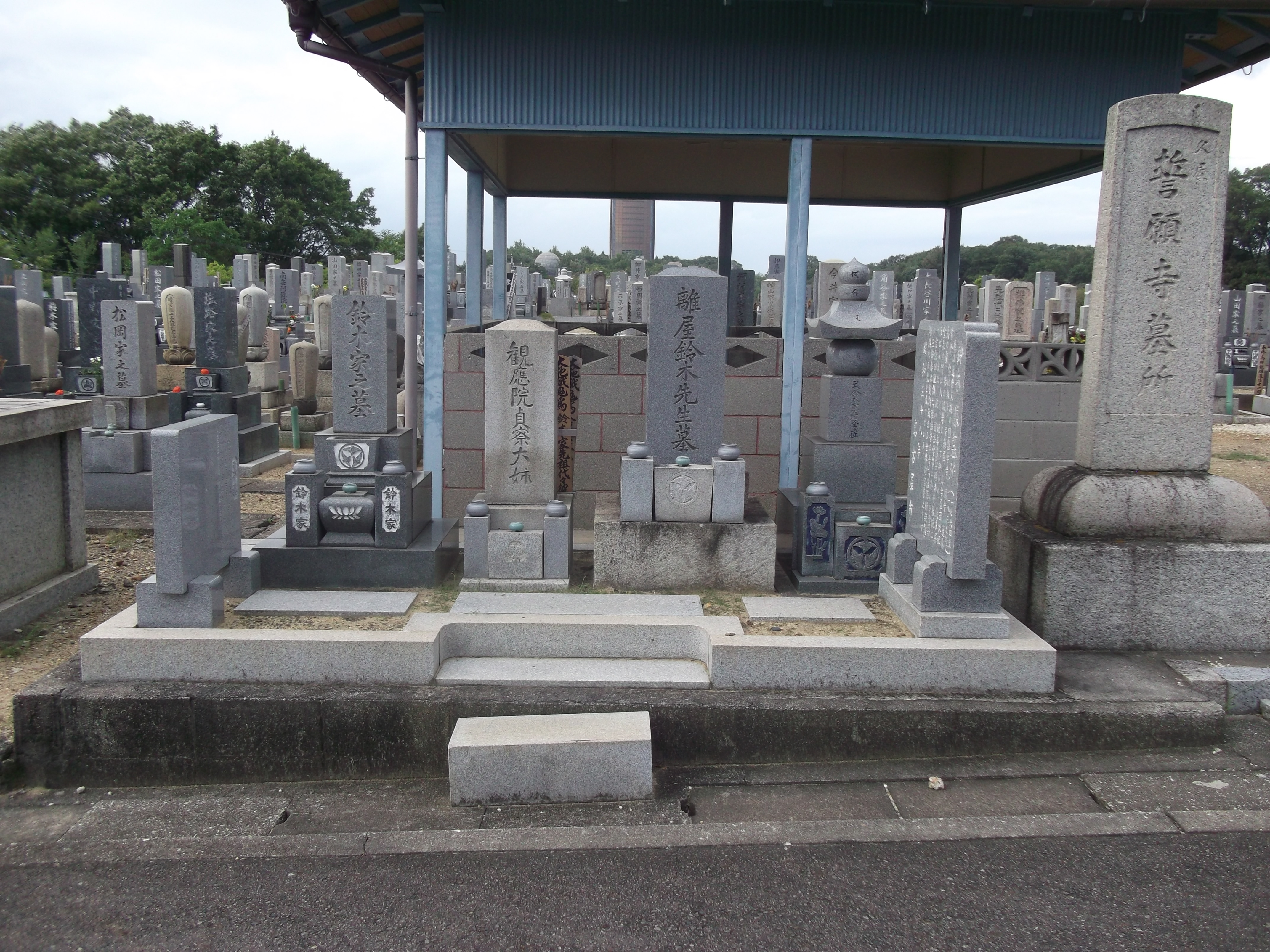
鈴木朖の墓
平和公園誓願寺墓地（愛知県名古屋市千種区）

天保8年（1837年）6月6日病死。藩には家督相続のため12日没として届け出た。墓所は久屋町（現中区丸の内三丁目）誓願寺。現在は平和公園内（誓願寺墓域）に移されている。法号は通靖院離山浄達居士。

### 没後

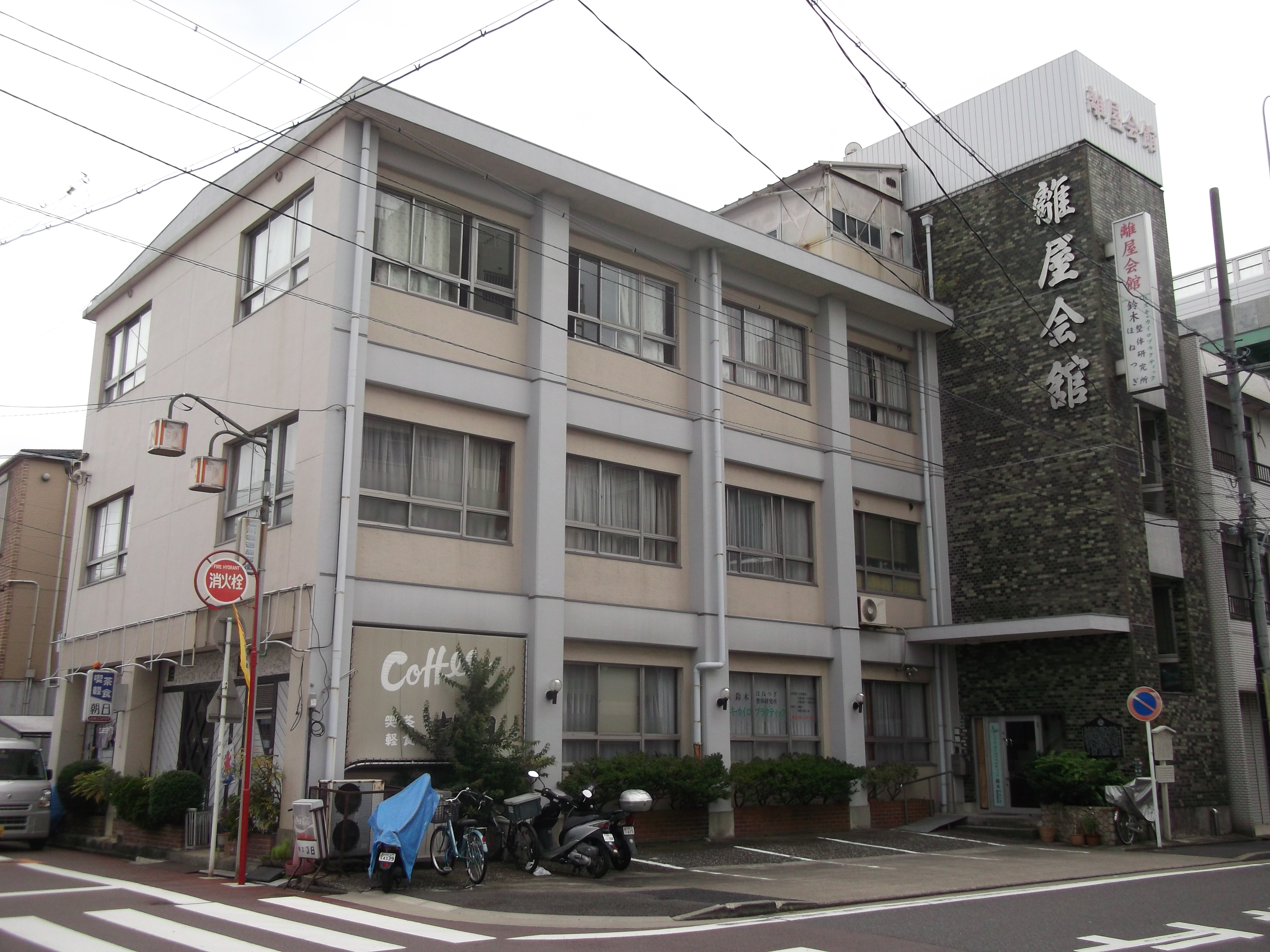
晩年の住居跡に建てられた離屋会館（名古屋市西区城西）
事務局として定期的に研究会が開催されている。

生前は公には専ら儒学者として認識され、墓誌でも主著として儒学書のみ挙げられているが、死後に国学が発展するとともに、国学者としての名声が高まった。とりわけ明治以降、上田万年や保科孝一らによって『言語四種論』『雅語音声考』『活語断続譜』などの著書が評価され、やがて時枝誠記の「鈴木朖の国語学史上に於ける位置」によって重要人物として高い評価が行われた。しかし、肯定的評価と否定的評価のいずれも、「日本語の品詞論や文法理論の確立を目指す」という時代の偏見のもとになされている傾向がある。
昭和42年（1967年）、没後130年を記念して、尾張徳川家当主徳川義親を会長に名古屋市鶴舞中央図書館、市文化財委員会、子孫鈴木俍によって「鈴木朖顕彰会」が結成され、それまでの研究が『鈴木朖 百卅年忌記念』に結集された。
没後140年に当たる昭和50年（1975年）6月7日には「鈴木朖学会」が設立された。上記の顕彰会とは性格が異なるが、研究史上においては継承したものともいえる。座右の銘「文莫吾猶人也」（『論語』述而編）に由来する機関誌『文莫』の発刊のほか、未刊著作の刊行などが行われた。

## 藩での経歴

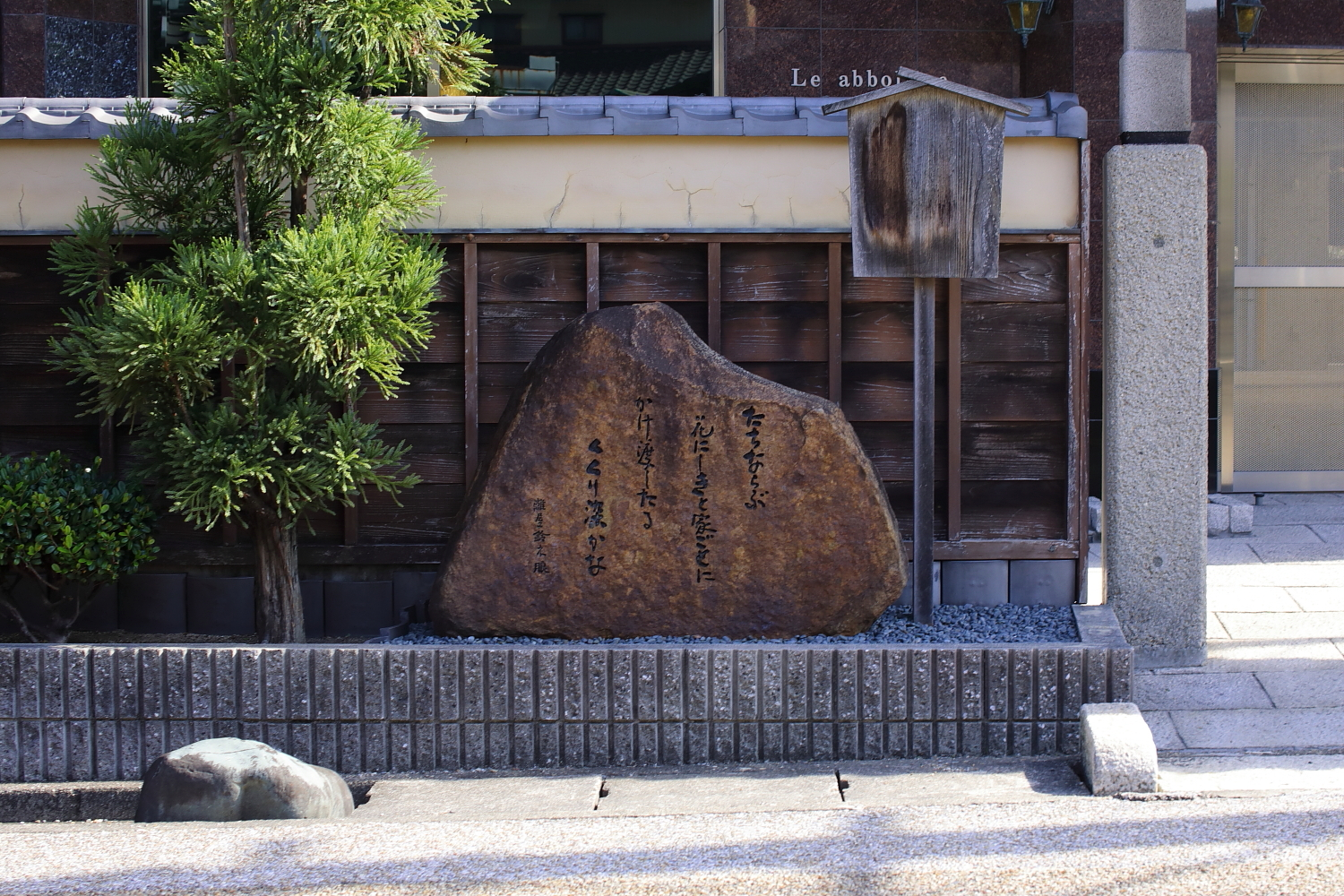
歌碑
愛知県名古屋市緑区境松

- 寛政7年（1795年）2月17日 - 御近習組同心、6石2人扶持
- 寛政11年（1799年） - 御近習組が御手筒組に改称
- 享和2年（1802年）1月11日 - 6石1斗2人扶持
- 文化元年（1804年）8月7日 - 御記録所書役並、8石3人扶持
- 文化3年（1806年）1月11日 - 御記録所書役本役、10石3人扶持
- 文化3年（1806年）6月 - 御記録所廃止に付き罷免
- 文政元年（1818年）12月4日 - 御記録所書役
- 文政2年（1819年）閏4月5日 - 罷免
- 文政4年（1821年）6月28日 - 御儒者
- 天保4年（1833年）1月20日 - 明倫堂教授並、20石4人扶持
- 天保6年（1835年）12月19日 - 永々御徒格以上

## 主な著作
朖の国学者としての業績は、ほぼ国語学と国文学に限られ、とりわけ国語学に関する著述が優秀として挙げられる。

### 国語学

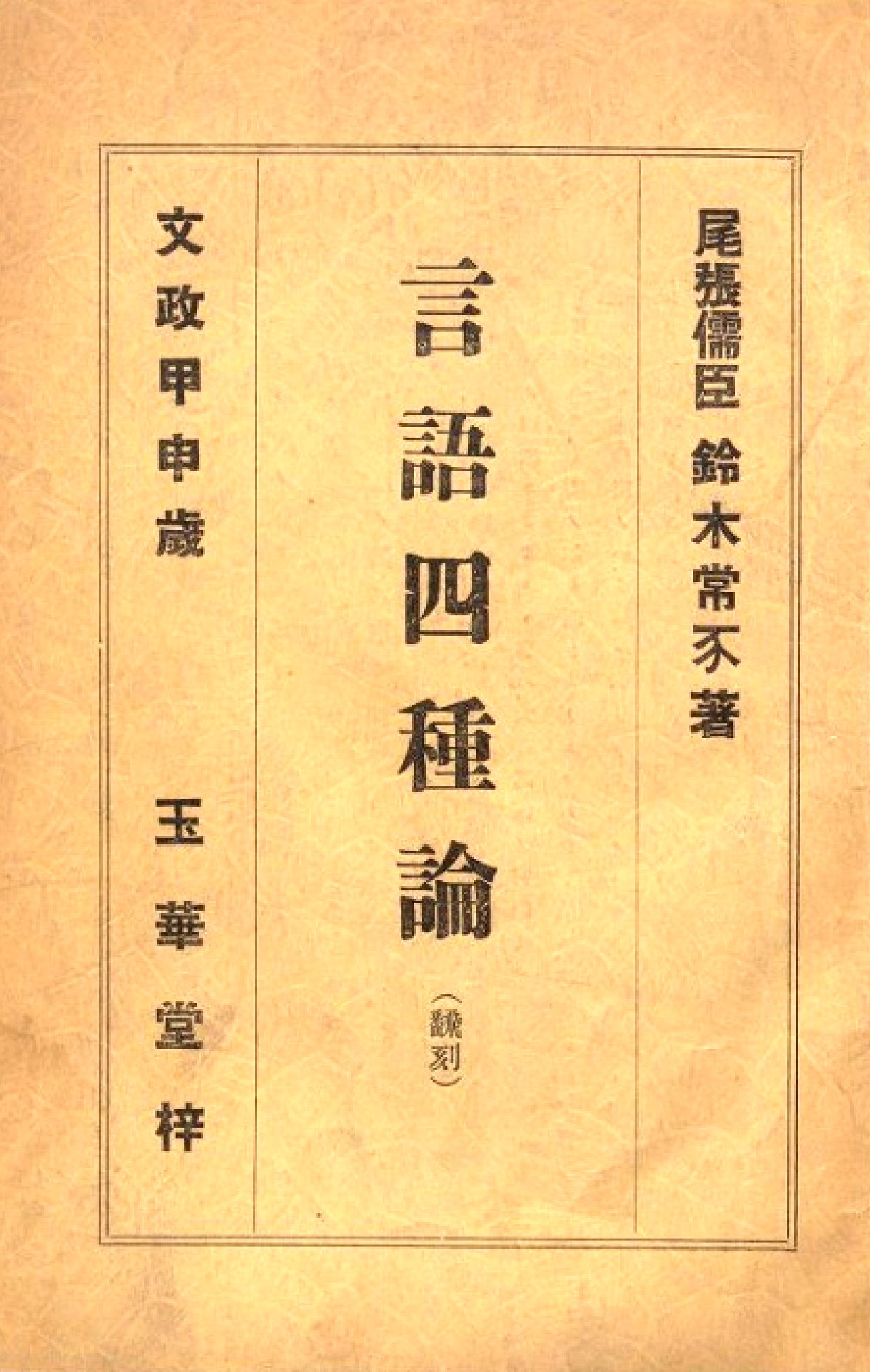
1930年に刊行された翻刻本『言語四種論』の標題紙

- 『活語断続譜』

宣長著『御国詞活用抄』の活用分類に基づき、整理を行ったもので、時枝誠記は「本居宣長と富士谷成章の活用研究を統合したもの」と考えた。本書の成立に関わったとされるものとして『活語トマリのモジの説』『活語断続図説』がある。
- 『言語四種論』

享和3年頃成立、文化7年刊。体ノ詞、形状ノ詞、作用ノ詞、テニヲハの4品詞を立て、それぞれの性質と成立について論じたもの。とりわけ形状と作用の違いについては「活用語尾となる形態素による特定の形態的特徴が存在する」という観点に貫かれているという。本書の品詞分類については評価が割れている。
- 『雅語音声考』

享和年間成立、文化13年刊。「音声が言語の根本」という言語観から古語の語源を説いたもので、中には一見すると平田篤胤らの音義説を想起させる記述もあるが、朖は一音一音に意味があるとしているわけではない。西洋に先んじて音象徴を指摘したものとして、近代の国語学者に高く評価された。『希雅』と合冊。
以上の著述がすぐに刊行されなかったのは、文化5年（1808年）に本居春庭の『詞八衢』が世に出たという事情が関係しているとされる。

### 国文学
- 『源氏物語玉の小櫛補遺』

文政3年成立、翌年刊。本居宣長の『源氏物語』註釈書『源氏物語玉の小櫛』の補訂。語義や語法のほか、本文校異に関するものが多い。
- 『源氏物語少女巻抄註』

文政7年成立、文政10年刊。『源氏物語』「少女」巻の註釈書。本居大平に執筆を勧められた。北村季吟『湖月抄』、本居宣長『玉の小櫛』、及び自説を併記する。
- 『雅語訳解』

文政4年刊。『古今和歌集』『源氏物語』等に見られる古語に当代語訳を付す。後にこれを元に村上忠順『雅語訳解大成』『雅語訳解拾遺』が出た。

### 漢文学
- 『大学参解』

享和3年刊。『大学』の註釈書。いわゆる「格物致知」を批判し、諸家の説を考えながら自説を加えている。
- 『論語参解』

文政3年刊。『論語』の註釈書。荻生徂徠の『論語徴』を多く引用しているが、ほかに古義学派や折衷学派の説など、衆説を引用している。また、国語学の素養に溢れた語彙・語法・字訓を使用するなど、古典語に対して細やかな配慮が行き届いている。
- 『改正読書点例』

天保6年成立。貝原益軒『点例』を改正するとの意図で漢文訓読を論じる。
- 『離屋読書説』

『孝子』『孝経』『論語』『列子』『淮南子』『荀子』『韓非子』『礼記』『儀礼』の読書録。
- 『徳行五類図説』

寛政5年刊。儒教の徳目五常を説く。

### 教学
- 『離屋学訓』

孔門四科（徳行・言語・政事・文学）や学問の意味を論じる。単なる儒教的学問論とは異なり、国学の精神を体得した上で広汎な漢学の体系の中に調和させている。

### 医学
- 『医事巵言』

医事に関する随筆。
- 『養生要論』

天保5年刊。
- 『続養生要論』

天保11年刊。

## 弟子
- 丹羽勗
- 栗田直政
- 森嘉基
- 茜部相嘉
- 鈴木常明
- 千村峒陽

## 縁戚関係

### 家系
鈴木家は熊野国造穂積氏を祖とする三河鈴木氏の一族であり、鈴木重善 9世孫という鈴木十郎右衛門穂積浄慶（天正17年10月7日没） が三河国二本木に土着し、その後作十郎（正保元年2月11日没）、千助（寛文5年11月12日）、市作（元禄15年11月11日没）、与市（寛保元年1月19日没）と続き、実祖父・養父の鈴木林右衛門に至るとされる。鈴木林右衛門は浪人となって名古屋に移り、その次男重房は医師山田重蔵の娘そのと、山田家を継いで重蔵を名乗った。二代目重蔵の四男朖は鈴木林右衛門の養子となり、いわば一代空いて鈴木家に復帰したことになる。
鈴木朖の長男豊業は山田家を継ぎ、鈴木家は次男の広業が継いだ。広業には男子が出来なかったため、清洲藩勘定奉行三浦家より婿養子巌を取り、林之丞、靖、𣳾典、俍（たかし）と続き、現当主は鈴木喜博。

### 家族
- 養父・実祖父：鈴木林右衛門（元禄11年 - 安永6年11月8日）
- 父：山田重蔵（享保11年 - 天明4年5月4日） - 鈴木林右衛門次男。通称は林八、後幸八、名は重房。初代山田重蔵の婿養子となる[25]。法号は歓喜院廓無大然居士。
- 母：その（元文3年 - 文政元年9月2日） – 初代山田重蔵の娘[25]。文化5年剃髪[57]。法号は照峯院慧岸智光大姉。
  - 長兄：山田篁（宝暦元年 – 文政11年5月6日） – 号は梁山。町医者[25]。
  - 次兄：霊苗（宝暦11年 - 安永8年10月8日） - 9歳で出家し、川越広済寺に住した[25]。法号は天然霊苗上座。
  - 長姉：そよ
  - 二姉：りと – 藩医柴田竜渓に嫁いだ[25]。子孫に柴田承桂、柴田桂太、柴田雄次、徳永康元、柴田南雄。
  - 三姉：ふで（宝暦9年 - 安永9年）
  - 弟：山田重玄（明和4年 – 文化8年11月25日） - 通称は良介。号は良順。法号は転山教輸居士。
- 妻：横井こよ（明和4年 - 文政10年8月28日） - 海西郡芝井新田（弥富市芝井三丁目）淨念寺恵亮の娘[56]。寛政4年結婚[17]。法号は観応院音光貞察大姉。
  - 長男：山田豊業（寛政5年 - ?） – 医業を学び、山田良順の長女みせと結婚し、山田家を継いだ[56]。
  - 次男：鈴木広業（? - 文久2年5月27日） –八十次、泰次。法号は廓聖院泰然居士。
  - 三男：守田景孝 – 文化14年に守田家養子となる[56]。
  - 四男：山田磯松 – 山田姓を名乗った[56]。